# Arctosa labiata
Arctosa labiata là một loài nhện trong họ Lycosidae.
Loài này thuộc chi Arctosa. Arctosa labiata được Tso & Jun Chen miêu tả năm 2004.